# Султанівська мечеть
Султанівська мечеть (тат. Солтан мәчете; Восьма соборна, Усмановська, Червона) — кам'яна мечеть в Старо-Татарській слободі Казані, пам'ятник татарської культової архітектури. Знаходиться за адресою вул. Тукая, 14/4.

## Архітектура
Мечеть являє собою однозальне антресольне приміщення. До основного об'єму мечеті з північної сторони примикає круглий мінарет на багатогранною неправильної форми основою. Форма мінарету схожа з мінаретом Соборної мечеті на Сінному базарі. З південної сторони виділяється трохи виступаюча п'ятигранна в плані міхрабна ніша. Мечеть має невисокий чотирьохскатний вальмовий дах із залізною покрівлею. Приміщення освітлюється великими арочними вікнами, між якими тонкі вертикальні тяги підтримують зорові полички, на які спираються архівольт. Будівля завершується карнизом. Територія мечеті має глухе цегляну огорожу з простою широкою розкріповкою стовпів та прясел, що чергуються.
Мечеть побудовано в традиціях татарсько-булгарської середньовічної архітектури з елементами національного варіанту романського стилю.

## Історія мечеті
Мечеть була побудована в 1868 році на кошти купця Джиганши Усманова.
У 1931 році мечеть була закрита радянською владою. Постановою Ради міністрів Татарської АРСР № 601 від 23.01.1981 будівлю мечеті було взято під державну охорону як пам'ятка архітектури.
У 1990 році мінарет було відновлено, в 1994 році мечеть була повернута віруючим.

## Галерея

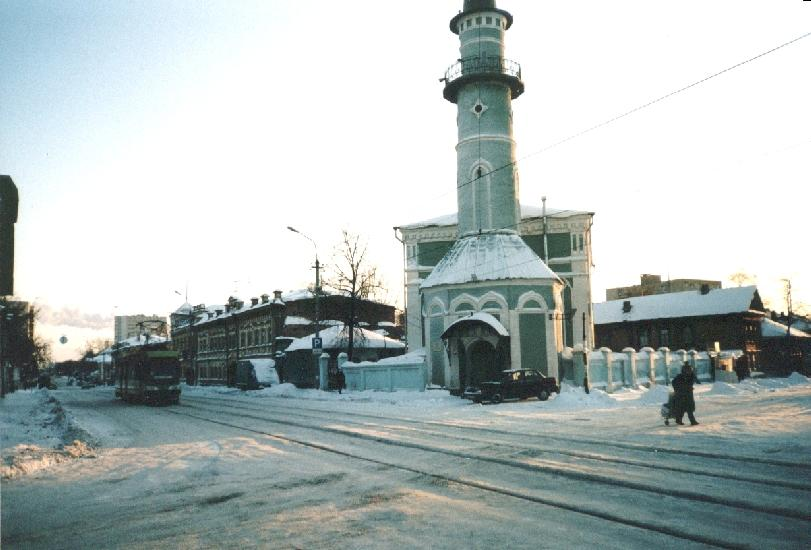
Мечеть і вулиця Тукая
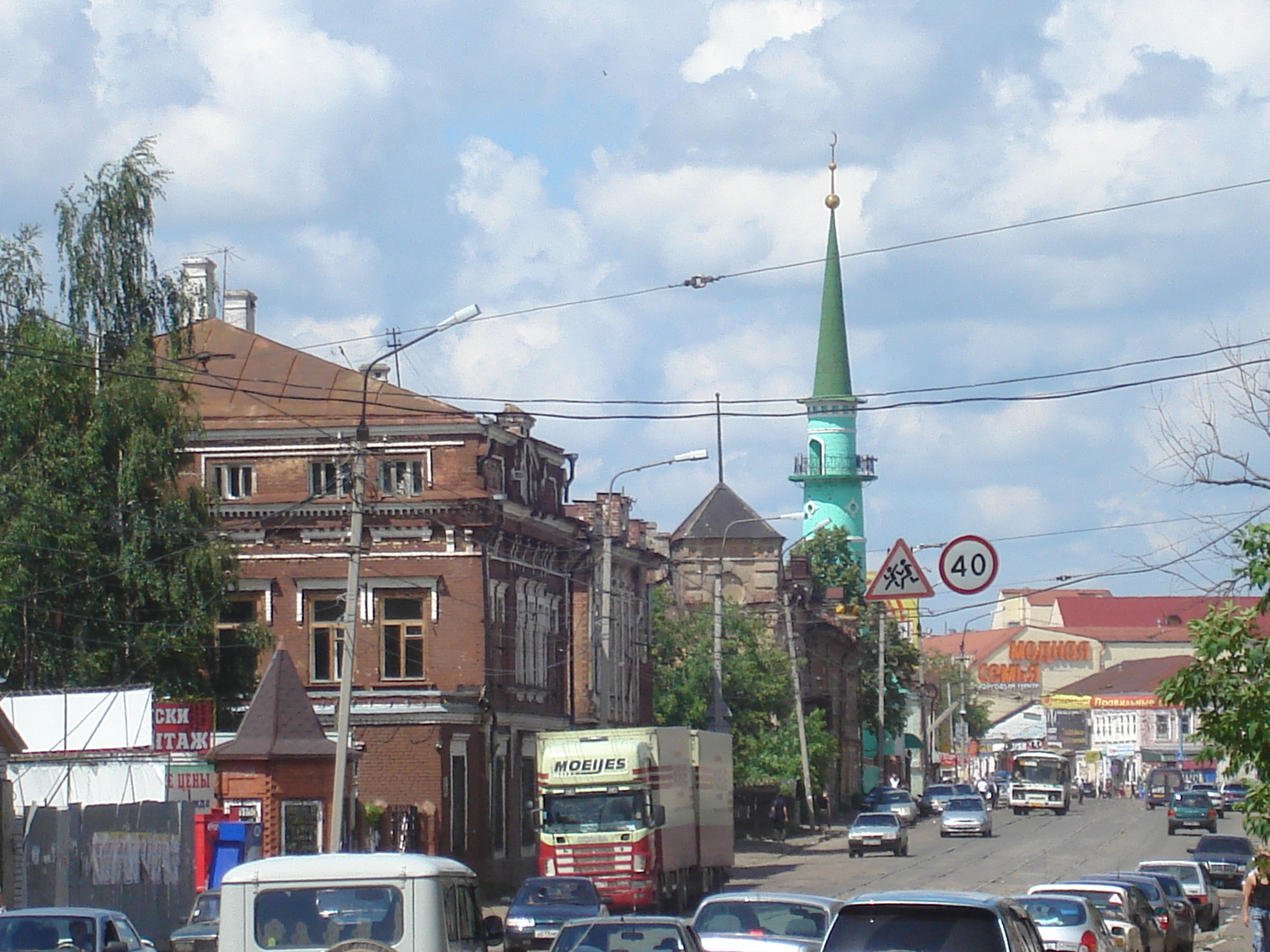
Мечеть серед забудови північної частини Старо-Татарської слободи